# Pesca (Boyacá)
Pesca es un municipio colombiano ubicado en la provincia de Sugamuxi en el departamento de Boyacá. Está situado a unos 108 kilómetros de la ciudad de Tunja. 
El municipio limita por el norte con Firavitoba, al nororiente con Iza, al noroccidente con Tuta, por el oriente con Tota, por el sur con Zetaquira, al suroccidente con Rondón y Siachoque y por el occidente con Toca.

## Toponimia
El nombre de Pesca proviene de la expresión chibcha pasca que a su vez se deriva de los vocablos Pa que significa padre (Bochica) y Ca que significa cerrado, por siguiente, quiere decir «Cercado del padre de fortaleza» y por derivación «Pueblo del sol»; al establecimiento de la población, los españoles adaptaron la pronunciación del nombre a Pesca.

## Economía
La economía del municipio se basa en la agricultura y la ganadería. Entre los productos agrícolas se destacan la papa, la cebolla cabezona, el trigo, el maíz, las arvejas, los frijoles, las ibias, así como diversas hortalizas. En cuanto al ganado se crían principalmente el vacuno y el ovino, además existe la explotación de yacimientos de asfaltita, carbón piedra caliza y materiales de cantera.